# Odontella stella
Odontella stella är en urinsektsart som beskrevs av Christiansen och Bellinger 1980. Odontella stella ingår i släktet Odontella och familjen Odontellidae. Inga underarter finns listade i Catalogue of Life.